# Văn Luông
Văn Luông là một xã thuộc huyện Tân Sơn, tỉnh Phú Thọ, Việt Nam.
Xã Văn Luông có diện tích 27,78 km², dân số năm 1999 là 6087 người, mật độ dân số đạt 219 người/km².